# Xenostega rimosaria
Xenostega rimosaria är en fjärilsart som beskrevs av Saalmüller 1891. Xenostega rimosaria ingår i släktet Xenostega och familjen mätare. Inga underarter finns listade i Catalogue of Life.